# Darrell A. Amyx
Darrell Arlynn Amyx (* 2. April 1911 in Exeter, Kalifornien; † 10. Januar 1997 in Kensington, Kalifornien) war ein US-amerikanischer Klassischer Archäologe.
Nach dem Studium in Stanford und Berkeley wurde er 1947 in Berkeley promoviert. Von 1946 bis zu seiner Emeritierung 1978 lehrte er an der University of California, Berkeley.
Sein Lebenswerk galt der Kunst von Korinth und hier vor allem der archaischen korinthischen Vasenmalerei. In der Nachfolge von Humfry Payne wies er mit der Methode von John D. Beazley die korinthische Keramik einzelnen 'Händen' zu, fassbaren individuellen Künstlern, die er mit Notnamen versah, da kaum einer von ihnen signierte.

## Veröffentlichungen (Auswahl)
- An Amphora with a Price Inscription in the Hearst Collection at San Simeon. Berkeley 1941.
- mit Barbara A. Forbes (Hrsg.): Echoes from Olympus: Reflections of Divinity in Small-scale Classical Art. Berkeley 1974.
- mit Patricia Lawrence: Archaic Corinthian Pottery and the Anaploga Well. Princeton, NJ 1975, ISBN 0-87661-072-6.
- Corinthian Vase-Painting of the Archaic Period. 3 Bände. Berkeley 1988, ISBN 0-520-03166-0.
- mit Patricia Lawrence: Studies in Archaic Corinthian Vase Painting. Princeton, NJ 1996, ISBN 0-87661-528-0.